# Brosses
Brosses ist eine französische Gemeinde mit 278 Einwohnern (Stand 1. Januar 2022) im Département Yonne in der Region Bourgogne-Franche-Comté; sie gehört zum Arrondissement Avallon und zum Kanton Joux-la-Ville. Die Bewohner werden Brossards und Brossardes genannt.

## Geografie
Brosses liegt etwa 30 Kilometer südsüdöstlich von Auxerre und etwa 17 Kilometer westnordwestlich von Avallon. Der Ruisseau de Brosses, ein Nebenfluss der Yonne, durchquert das Gebiet von Süd nach Nord. Knapp 60 % der Fläche der Gemeinde ist von Wald bedeckt.
Umgeben wird Brosses von den sechs Nachbargemeinden:
| Merry-sur-Yonne    | Mailly-la-Ville                             | Bois-d’Arcy |
| Châtel-Censoir     | Kompassrose, die auf Nachbargemeinden zeigt |             |
| Asnières-sous-Bois |                                             | Montillot   |

## Bevölkerungsentwicklung
| Jahr      | 1962 | 1968 | 1975 | 1982 | 1990 | 1999 | 2008 | 2014 | 2020 |
| Einwohner | 214  | 251  | 237  | 273  | 258  | 250  | 285  | 312  | 303  |

## Sehenswürdigkeiten
- Das Schloss La Cour de Fontenille liegt im Zentrum eines landwirtschaftlichen Anwesens, das Ende des 18. Jahrhunderts noch vollständig und bedeutend war. Die 1756 erbaute Residenz besteht aus einem Erdgeschoss, einem zweiten Stock und einem zweiten Stock mit Walmdach.
- Kirche Saint-Andoche